# Batalla de Riobamba
La batalla de Riobamba o batalla de Tapi fou un enfrontament armat que va tenir lloc el 21 d'abril de 1822 entre tropes independentistes (patriotes) guayaquilenyes, colombianes, rioplatenques i peruanes, sota el comandament d'Antonio José de Sucre, i tropes reialistes liderades pel coronel Nicolás López. La batalla tingué lloc a la plana de Tapi, al costat de la ciutat de Riobamba (actual província de Chimborazo, Equador). Fou un combat de poca entitat però la victòria patriota deixà obert el camí cap a Quito, on un mes després es produiria la definitiva batalla del Pichincha.

## Antecedents
Després de la derrota de Huachi, el setembre de 1821, les forces patriotes es van replegar a Guayaquil i Babahoyo i Sucre i els seus generals van decidir esperar que passés l'estació de pluges per tornar a intentar un assalt a Quito l'any següent. Semblava clar que un assalt directe cap a la ciutat era massa difícil i costós, de manera que es va decidir adoptar una estratègia més conservadora i, pujar a la serra començant des del sud, mirant de capturar Cuenca i, després, anar cap al nord alliberant les ciutats principals del carreró interandí fins a arribar a Quito. Sucre rep els reforços del batalló Payá, que arriba a Guayaquil el 6 de novembre de 1821 amb uns 450 homes; també arriba al port l'almirall Thomas Cochrane amb armes i municions. A més, Sucre demana reforços a José de San Martín, llavors protector del Perú; una decisió problemàtica perquè la presència de forces peruanes podia animar els partidaris d'incorporar la Província Lliure de Guayaquil a Perú, en lloc de Colòmbia, tal com ja s'havia acordat. En qualsevol cas, San Martín decideix enviar una divisió sota el comandament del coronel Andrés de Santa Cruz (que anys després seria president de Perú) i que arribaria pel sud a començament de l'any següent. Mentrestant, les tropes patriotes es concentren a Babahoyo i Sucre estableix el seu quarter general, com abans, a Samborondón.
Les forces reialistes, malgrat la victòria de Huachi, havien quedat delmades i el general Aymerich es concentra a Quito per recuperar-se. Cap a novembre, envia una força d'uns 2000 homes amb el coronel Carlos Toldrá per intentar arribar a Guayaquil; Sucre retira prudentment les seves tropes i, quan finalment es troben els dos exèrcits, el 20 de novembre de 1821, acorden un armistici de 90 dies. La situació beneficiava els dos bàndols; els patriotes podien aprofitar per recuperar-se i esperar els reforços peruans i els espanyols podien dedicar-se a posar fi a les desercions de tropes locals i a sufocar les revoltes que s'estaven produint en els batallons Aragón i Constitución, que demanaven adoptar la constitució de les corts de Cadis. Toldrá, doncs, es dirigeix cap a Cuenca, on esperarà possibles moviments patriotes. A les acaballes de 1821 també arriben reforços reialistes a la costa nord, en concret al port d'Esmeraldas (el batalló Tiradores de Cádiz, amb 800 homes) amb el nou capità general de la Presidència de Quito, Juan de la Cruz Mourgeón, des d'on pugen cap a Quito.
En aquells mesos es debat a Guayaquil el tema d'incorporació a Colòmbia, opció que pren més força amb la decisió d'altres ciutats de la costa, com Portoviejo, d'unir-se a la república colombiana durant el mes de desembre. Bolívar dona a Sucre total llibertat en la conducció de les operacions militars:
| «                                                                      | (castellà) Dejo a Ud. expedito y autorizado para moverse por Santa Rosa o por la dirección que a Ud. parezca más conveniente, en la inteligencia de que la operación de Ud. debe reducirse a obrar sobre Quito con sus fuerzas […] Esta operación de que encargo a Ud. tiene por objeto impedir que el enemigo cargue todas sus fuerzas por la dirección de Pasto, viéndose invadido por Ud.; mas si así lo hiciere Ud. estará en disposición de ocupar la Capital. | (català) Us deixo llest i autoritzat per anar per Santa Rosa o per la direcció que a vós us sembli més convenient, en la intel·ligència que l'operació vostra ha de reduir-se a operar sobre Quito amb les vostres forces […] Aquesta operació que a vós us encomano té per objecte impedir que l'enemic carregui totes les seves forces en la direcció de Pasto, en veient-se envaït per vós; mes si així ho feu estareu en disposició d'ocupar la Capital. | » |
| — Simón Bolívar, Carta a Antonio José de Sucre, 20 de novembre de 1821 | | |   |

A final d'any, Sucre té la garantia que Andrés de Santa Cruz es dirigeix cap al nord amb la divisió promesa per San Martín i decideix començar l'avenç cap a Cuenca, per reunir-se amb els reforços de Santa Cruz i alliberar tota la zona del sud, cosa que afavoriria la possible arribada de més tropes des de Perú. El 22 de gener de 1822 les tropes, estacionades a Babahoyo, es posen en marxa, el 23 passen per Guayaquil i el 9 de febrer de 1822 arriben a Saraguro, on s'uneixen amb les forces de Santa Cruz (havien sortit de Piura el 15 de gener). L'exèrcit complet entra a Cuenca sense oposició el 21 de febrer, atès que Toldrá s'havia retirat cap al nord davant l'amenaça patriota. Sucre decideix aturar-se a Cuenca mentre envia un destacament de cavalleria i el batalló Trujillo (comandat per Rafael de Urdaneta) a vigilar les tropes de Toldrá.

## Batalla
A començament d'abril, les tropes de Sucre comencen a abandonar Cuenca per dirigir-se cap al nord, seguint el pla inicial d'anar alliberant ciutats del carreró interandí fins a caure sobre Quito. A final de mes s'hi afegeix el batalló Alto Magdalena, que havia sortit de Cartagena d'Índies el 16 de gener. A Cuenca roman el coronel Francisco Tamariz per organitzar un nou batalló. En la ruta cap al nord es produeixen algunes escaramusses amb tropes reialistes. Mentrestant, el coronel Cestaris, amb la cavalleria que havia romàs a Guayaquil, penetra fins a Latacunga i, d'aquesta manera, talla les comunicacions entre Quito i Riobamba. El 14 d'abril, el gruix de l'exèrcit de Sucre és a Guasuntos, però el reialistes, confosos amb els moviments de les forces de Cestaris i les forces d'avantguarda d'Ibarra, no aconsegueixen localitzar-los. Sucre reprèn l'avenç i el dia 19 d'abril es troba ja davant de Riobamba.
El matí del 21 d'abril, les forces reialistes ocupen llocs estratègics per defensar la ciutat; malgrat tot, van deixar desprotegit el pas de Pantus, que travessa la quebrada que dona accés a la ciutat. Això permet l'avenç de les tropes patriotes, mentre les reialistes es veuen obligades a retirar-se, en bon ordre, cap a la ciutat de Riobamba. Sucre ordena al coronel Ibarra que desplaci les seves forces pel flanc dret, a la vista de les tropes enemigues, mentre que envia les tropes de l'esquadró de granaders del general Juan Galo Lavalle per la banda esquerra, per tal que travessin la vila i sorprenguin per la rereguarda les forces reialistes. Amb aquests moviments, l'esquadró de Lavalle es troba de ple amb la cavalleria espanyola, que en aquest moment protegia la retirada de la infanteria espanyola. En l'encontre, la cavalleria de Lavalle aconsegueix la victòria, amb l'ajuda de les tropes d'Ibarra que arriben ràpidament per afegir-se al combat. La topada de les cavalleries provoca la desbandada de la resta de forces reialistes i, d'aquesta manera, el triomf final en la batalla.

### Ordre de batalla[2]
Forces patriotes (general Antonio José de Sucre)
- Batalló Trujillo
- Batalló Piura
- Batalló Yaguachi
- Batalló Payá
- Batalló Albión
- Batalló Alto Magdalena
- Granaders a cavall
- Esquadró de dragons
- 1 bateria de quatre peces

Forces reialistes (comandant Nicolás López)
- Batalló Aragón
- Batalló Tiradores de Cádiz
- Batalló Constitución
- Forces de cavalleria

## Conseqüències
Amb la victòria a Riobamba, les tropes de Sucre ocupen la ciutat l'endemà, mentre les tropes reialistes es repleguen cap a Quito. Ara Sucre tenia el camí lliure per avançar fins a la capital i intentar derrotar les forces espanyoles. Les tropes patriotes només s'estaran a Riobamba una setmana, atès que el 28 d'abril comencen a avançar cap al nord.